# Alidis
ALIDIS/Agenor war die  bis 2015 bestehende erste internationale Einkaufskooperation selbstständiger europäischer Einzelhandelsketten.
An der ALIDIS/Agenor waren ab 2009 die französische Unternehmensgruppe „ITM Entreprises S.A.“ (Dachmarke „Les Mousquetaires“, bekannteste Vertriebslinie Intermarché) zu 45 %, die spanische „Grupo Eroski“ zu 10 % und die deutsche Edeka zu 45 % beteiligt. Die Leitung wurde im Wechsel von den Chefs der beteiligten Unternehmen wahrgenommen.
Die 2002 vor dem Hintergrund zunehmender Konzentrationsprozesse auf Herstellerseite gegründete Händlerallianz repräsentiert einen Einzelhandelsumsatz der beteiligten Unternehmensgruppen von insgesamt 75 Milliarden Euro (Stand 2005). Sie war damit Nummer vier, hinter den Einkaufsallianzen EMD (119 Mrd., Marktanteil 11,5 %; Mitglieder: Markant AG, Kaufland u. a.) und Coopernic (96,9 Mrd., MA 9,3 %; Mitglieder E.Leclerc, Conad, Rewe Group, Coop Schweiz, Colruyt), sowie der größten europäischen Handelskette Groupe Carrefour (78,8 Mrd., MA 7,6 %), und vor AMS (69,6 Mrd., MA 6,7 %; Dachmarke „Euro Shopper“, Mitglieder: Ahold, ICA, Kesko, Rimi Baltic, Dansk Supermarked, Morrisons, Superquinn, Hagar, Elomas, Jeronimo Martins & Filhos, Caprabo) (Zahlenstand jeweils 2005/2006).
Bei Alidis/Agenor werden die On-Top-Konditionen für Handelsmarken und die Netto/Netto-Einstandspreise ausgehandelt. Sie dient damit der konkurrenzfähigen Vermarktung von Markenartikeln und Handelsmarken im Niedrigstpreisbereich. Außerdem bietet sie kleinen und mittleren Herstellern Zugang zu neuen Absatzmärkten und Unterstützung bei Produktinnovationen sowie der Durchführung von Werbekampagnen.

## Geschichte

### Agenor
Die 1997 in Flums gegründete Agenor AG mit Sitz in Meyrin (Schweiz), entstand als Zentraleinkauf der ITM mit der heute zur Edeka gehörenden Spar. Sie repräsentiert etwa 7.500 Outlets in Europa. Gründungsmitglieder: Intermarché (Frankreich), Intermarché (Portugal), ITM Ecomarché (Belgien), ITM Iberica/centromarket (Spanien), ITM Polska Intermarché (Polen), SPAR AG (Deutschland). 1999 trat die Interex (Bosnien-Herzegowina) hinzu. Außerdem gehört die CDE (Rumänien) dazu. Bis 2002 waren auch Outlets in Italien Mitglied (Stand der Angaben November 2004).

### ALIDIS
Die ALIDIS entstand aus der Verbindung der von der ITM gegründeten Agenor mit der Grupo Eroski. ALIDIS ist die Abkürzung für „Alliance Internationale de Distributeurs SA“ (Internationale Einzelhändlerallianz AG). Sitz der 2002 gegründeten ALIDIS war Genf (Schweiz). Das Aktienkapital belief sich auf 18,09 Millionen Schweizer Franken.
2005 wurde Edeka Mitglied des Einkaufsverbundes Alidis mit einem Einkaufsvolumen von 75 Mrd. Euro. Edeka schüttete die Gewinne daraus bis 2014 an die Regionalgesellschaften aus, die sie teilweise an die selbständigen Kaufleute weitergaben.
Die Mitglieder der Core Allianz Colruyt (Belgien), Conad (Italien) und Coop Schweiz schlossen im August 2015 sich Alidis an.
Im November 2015 entstand so als Nachfolgeorganisation von Alidis die europäische Einkaufsallianz Agecore mit einem Außenumsatz von rund 140 Mrd. Euro mit den Mitgliedern ITM (Frankreich), Eroski (Spanien), Edeka (Deutschland), Conad (Italien), Colruyt (Belgien), und Coop (Schweiz).